# Bitpop
La bitpop est un genre de musique électronique et sous-genre du chiptune, faisant usage de générateurs de son d'ordinateurs, de console de jeux vidéo et de machine d'arcade 8-bit ou 16-bit.

## Caractéristiques
Des sons générés par Atari 8-bits, NEC PC-8801, Commodore 64, Nintendo Entertainment System, Amiga, Game Boy et Mega Drive / Genesis sont généralement utilisés dans la composition du bitpop. Ces sons produits par ces ordinateurs/consoles peuvent être mélangés à des instruments comme la guitare, les percussions, les synthétiseurs, les chants et voix ou autres effets sonores. Certains logiciels sur ordinateurs peuvent reproduire des sons de systèmes 8-bit comme Sidstation (en) et Midibox (en).

## Histoire
Le terme de « bitpop » est crédité par des artistes ayant mis un terme à la composition de musique chiptune. Le genre utilise un mélange d'anciens et nouveaux sons produits en 8-bit. Une musique bitpop peut être entièrement composée de sons en 8-bit accompagnée d'un chant et d'une guitare. Elle peut également être entièrement composée d'instruments et de chants, accompagnées d'une ligne de basses générée en 8-bit. La musique bitpop gagne en popularité à la fin des années 1990. L'album au thème outre-sphère des Beastie Boys intitulé Hello Nasty (1998), inclut, parmi de nombreuses musiques de différents genres, le titre UNITE composé de sonorités distinctes de jeux vidéo. La musique trance Kernkraft 400 (1999), souvent jouée lors d'événements sportifs, est le remix d'une musique chiptune composée par David Whittaker intitulée Stardust en 1984 pour le jeu Lazy Jones sur Commodore 64. En 2003, Malcolm McLaren rédige un article sur la musique chip et bitpop.
Au milieu des années 2000, la musique chip 8-bit commence à se populariser chez le grand public grâce aux performances musicales de Beck (par exemple, la chanson publiée en 2005 Girl), The Killers (par exemple, la musique de 2004 On Top), et plus particulièrement celles de The Postal Service dans certaines de leurs musiques. D'anciens compositeurs de musiques vidéoludiques tels que Hiroshi Miyauchi gagnent également en popularité à cette époque. En 2003, le groupe J-pop Perfume,, dont leur producteur Yasutaka Nakata, se popularisent en mélangeant des musiques chiptune au synthpop et à l'electro house ; le succès vient en 2007 avec leur album Game, qui inspire d'autres artistes japonaises à adopter un style de musique électronique similaire dont Aira Mitsuki, immi, Mizca, SAWA, Saori@destiny et Sweet Vacation.
Durant les années 2010, les sons chiptune 8-bit sont principalement adoptés par de célèbres artistes ; sur le continent américain, ces artistes incluent Kesha (principalement le titre Tik Tok, en 2010), Robyn, Snoop Dogg,, Eminem (par exemple, Hellbound), Nelly Furtado et Timbaland (voir controverse autour de Timbaland). L'influence des sonorités vidéoludiques sont également entendues dans l'electronica britannique composée par des artistes tels que Dizzee Rascal et Kieran Hebden. Le grime en particulier utilise des sons en dents de scie de jeux vidéo popularisés dans l'East London. Des producteurs dubstep ont également été influencés par les musiques chiptune de jeux vidéo, en particulier celles de Yūzō Koshiro,,.

## Artistes notables
Ils comprennent notamment : Pluxus et Dunderpatrullen.